# Erik Ole Bye
Erik Ole Bye, född 1883 i Drammen, död 1953 i Oslo, var en norsk operasångare (baryton) och affärsman.
Bye debuterade vid Nationaltheatret i Oslo 1913. Han uppträdde på flera operahus i Europa och USA. Han var fast anställd vid det norska Opera Comique och Nationaltheatret i Oslo.
Erik Ole Bye är far til Erik Bye.

## Diskografi
Inspelning på Monarch Record Grammophone 1915.
- "Prologen af "Bajdser" (Leoncavallo)" (082096)
- "Valentins Bön af "Faust" (Gounod)" (082097)

Inspelningar på Victor Talking Machine Company 1920.
- "Norrönakvadet" (B-23988, 3 maj)
- "Kongekvadet" (B-23989, 3 maj)
- "Serenade Venetienne" (B-23990, 3 maj)
- "Saa danser jeg dig imøde" (B-24033, 3 maj)
- "Barndomsminne fra Nordland" (B-24144, 27 maj)
- "Hei, huskom i hei!" (B-24145, 27 maj)
- "Dæ va Irlands kongje bold" (B-24146, 27 maj)
- "Den heliga staden" (C-24147, 27 maj)
- "Den heliga staden" (B-24147, 10 juni)
- "l gröna palmers skud" (C-26777, 14 september)
- "Jeg lagde mig saa sildig" (B-26778, 14 september)